# Ove
Ove  è un nome proprio di persona scandinavo maschile

## Varianti
- Maschili: Owe

### Varianti in altre lingue
- Norreno: Aghi[1]
- Tedesco: Uwe[1]

## Origine e diffusione
Si tratta probabilmente di una forma moderna dell'antico nome danese Aghi, in origine un diminutivo di altri prenomi contenenti gli elementi norreni ag, "lama", oppure agi, "terrore". Nel primo caso, ha la stessa origine del nome Egon.

## Onomastico
Il nome è adespota, cioè non è portato da alcun santo, quindi l'onomastico si festeggia il 1º novembre, giorno di Ognissanti.

## Persone

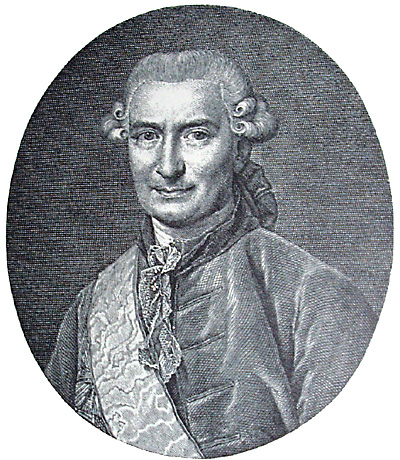
Ove Høegh-Guldberg

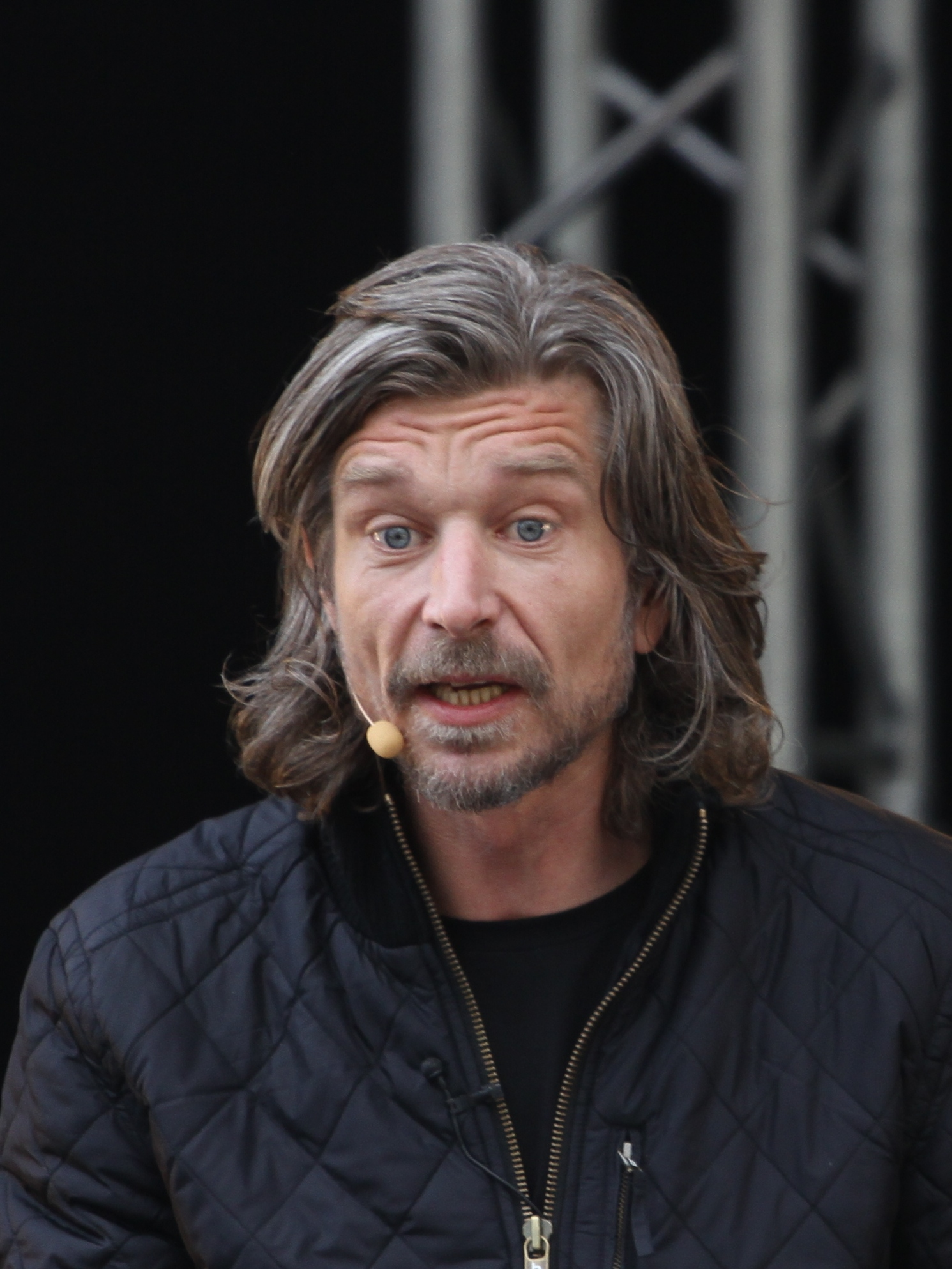
Karl Ove Knausgård

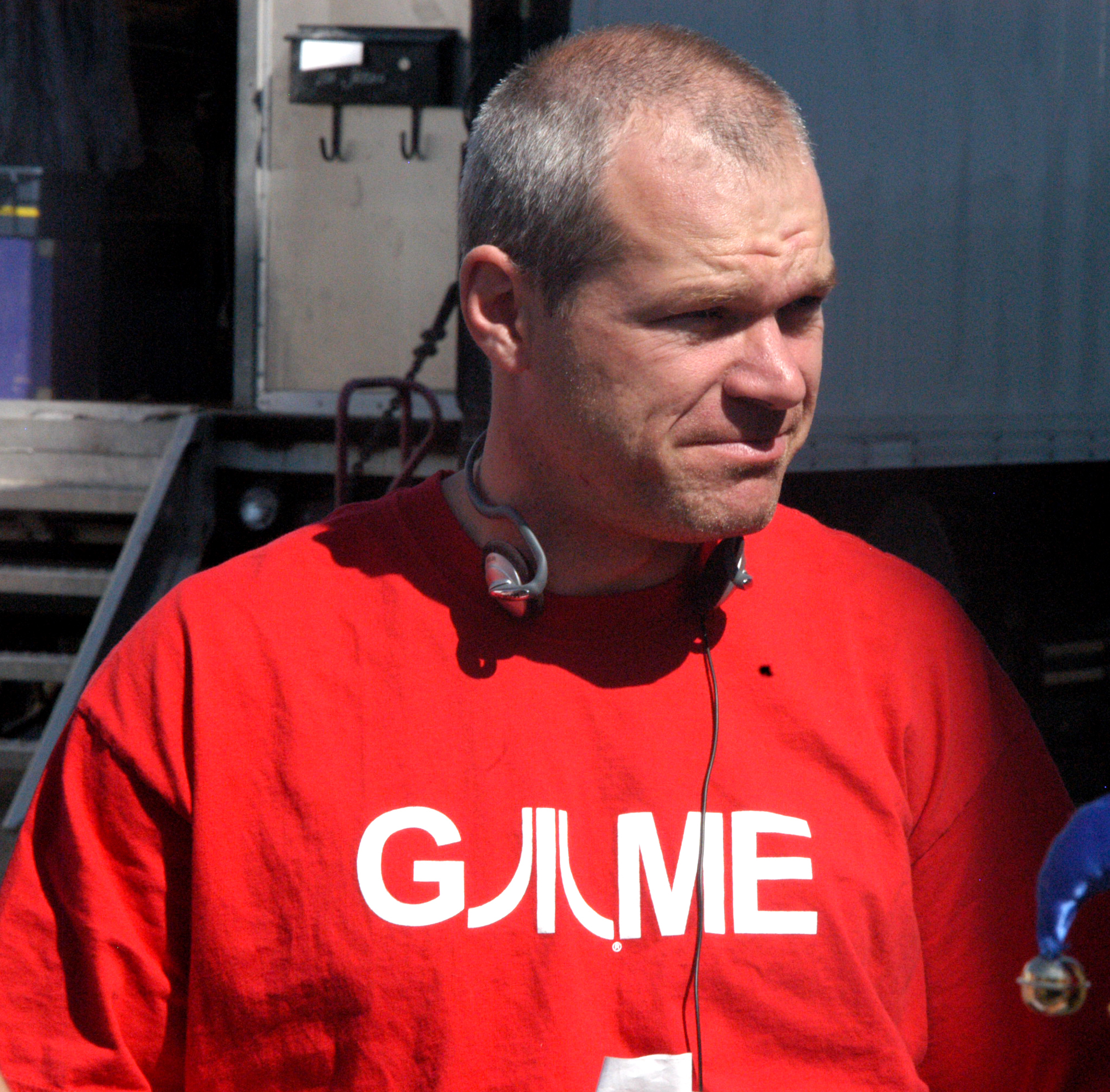
Uwe Boll

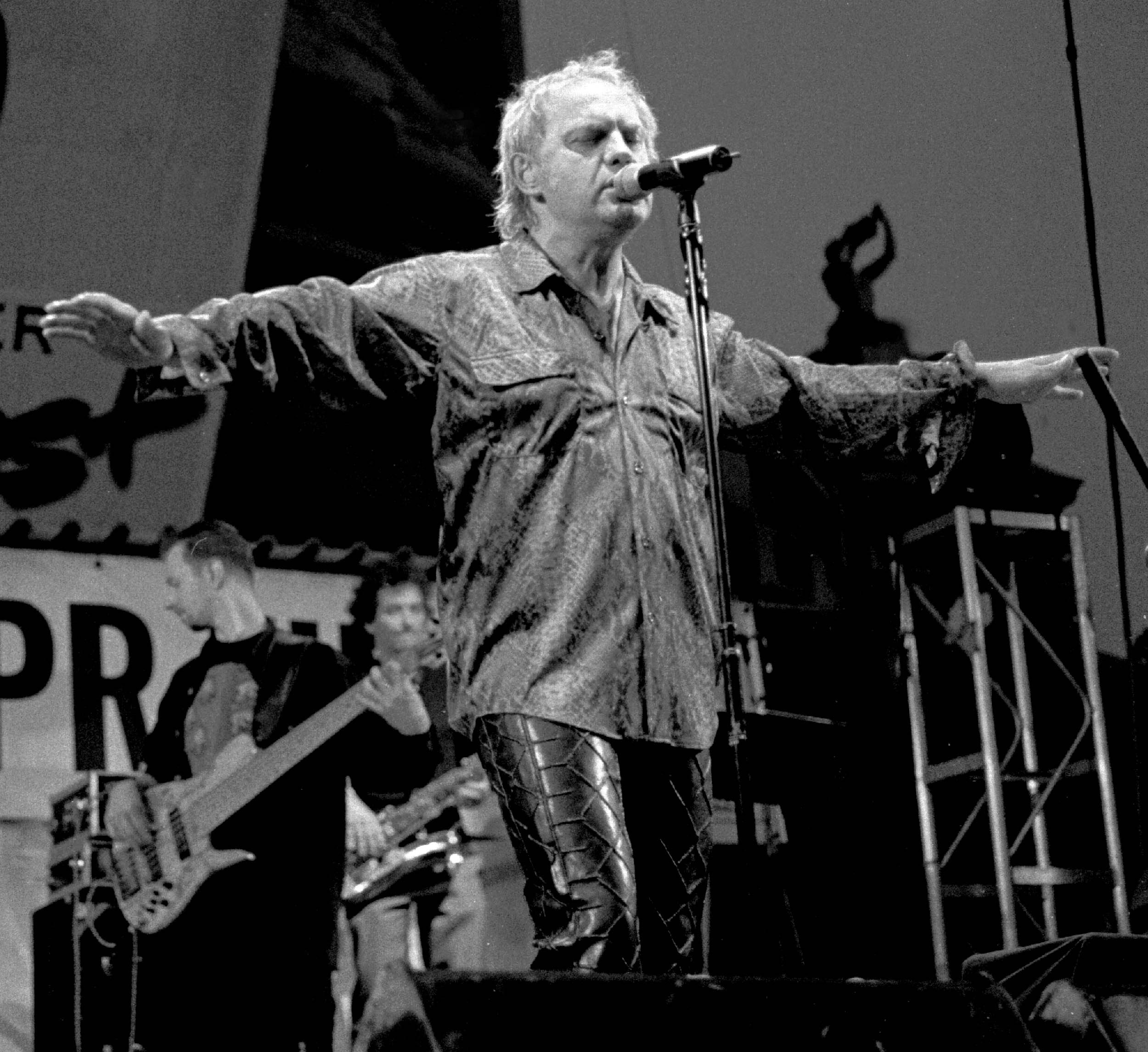
Uwe Ochsenknecht

- Ove Andersson, pilota di rally e dirigente sportivo svedese
- Ove Aunli, fondista norvegese
- Sten Ove Eike, calciatore norvegese
- Ove Grahn, calciatore svedese
- Arnt Ove Grønbech, chitarrista norvegese
- Ove Høegh-Guldberg, politico e teologo danese
- Kjell Ove Hauge, atleta norvegese
- Ove Jørstad, calciatore norvegese
- Truls Ove Karlsen, sciatore alpino norvegese
- Ove Kindvall, calciatore svedese
- Karl Ove Knausgård, scrittore norvegese
- Per-Ove Ludvigsen, procuratore sportivo, dirigente sportivo e calciatore norvegese
- Ove Ødegaard, calciatore norvegese
- Jan Ove Pedersen, allenatore di calcio e calciatore norvegese
- Kai Ove Stokkeland, calciatore norvegese
- Sven-Ove Svensson, calciatore svedese
- Jan-Ove Waldner, tennistavolista svedese

### Variante Owe
- Owe Ohlsson, calciatore svedese

### Variante Uwe
- Uwe Boll, regista, sceneggiatore e produttore cinematografico tedesco
- Uwe Corsepius, economista e funzionario tedesco
- Uwe Fellensiek, attore tedesco
- Uwe Hohn, atleta tedesco
- Uwe Ochsenknecht, attore e cantante tedesco
- Uwe Ommer, fotografo tedesco
- Uwe Peschel, ciclista su strada tedesco
- Uwe Raab, ciclista su strada tedesco
- Uwe Reinders, allenatore di calcio e calciatore tedesco
- Uwe Rosenberg, autore di giochi tedesco
- Uwe Rösler, allenatore di calcio e calciatore tedesco
- Uwe Schmidt, compositore e musicista tedesco
- Uwe Seeler, calciatore e dirigente calcistico tedesco